# 가디안
포켓몬스터 3세대에 새로 추가된 페어리, 에스퍼 타입 포켓몬이다. 킬리아의 진화 형태이며, 자세히 보면 걷는게 아니라 날아다닌다.

## 특성
- 가디안

싱크로
- 메가가디안

페어리 스킨

## 타입상성[1]
- 약점

강철
독
고스트
- 반감

에스퍼
얼음
- ¼배(0.25)

격투
- 무효

드래곤

## 메가가디안
가디안에게 가디안 나이트를 주면 메가진화한다.